# Promachus tewfiki
Promachus tewfiki är en tvåvingeart som beskrevs av Efflatoun 1929. Promachus tewfiki ingår i släktet Promachus och familjen rovflugor. Inga underarter finns listade i Catalogue of Life.